# Вељки Хореш
Вељки Хореш (слч. Veľký Horeš) насељено је мјесто са административним статусом сеоске општине (слч. obec) у округу Требишов, у Кошичком крају, Словачка Република.

## Становништво
| Година:    | 1994. | 2004.   | 2014.   | 2024.   |
| ---------- | ----- | ------- | ------- | ------- |
| Број људи: | 927   | 960     | 1053    | 1014    |
| Разлика:   |       | +3,55 % | +9,68 % | -3,70 % |

| Година:    | 2023. | 2024.   |
| ---------- | ----- | ------- |
| Број људи: | 1004  | 1014    |
| Разлика:   |       | +0,99 % |

Према подацима о броју становника из 2011. године насеље је имало 1.037 становника.